# Meliosma henryi
Meliosma henryi är en tvåhjärtbladig växtart. Meliosma henryi ingår i släktet Meliosma och familjen Sabiaceae.

## Underarter
Arten delas in i följande underarter:
- M. h. henryi
- M. h. mannii

## Bildgalleri

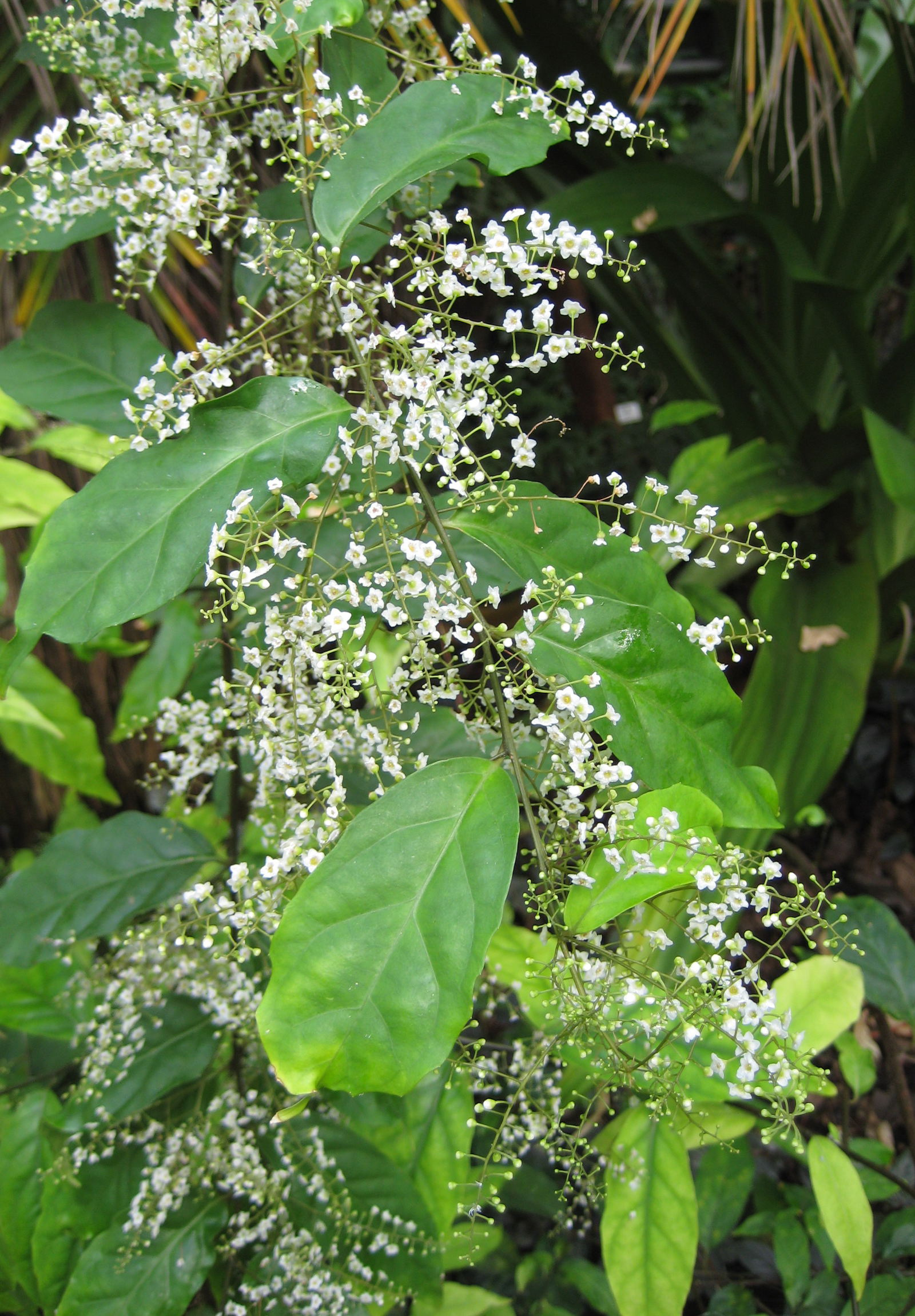
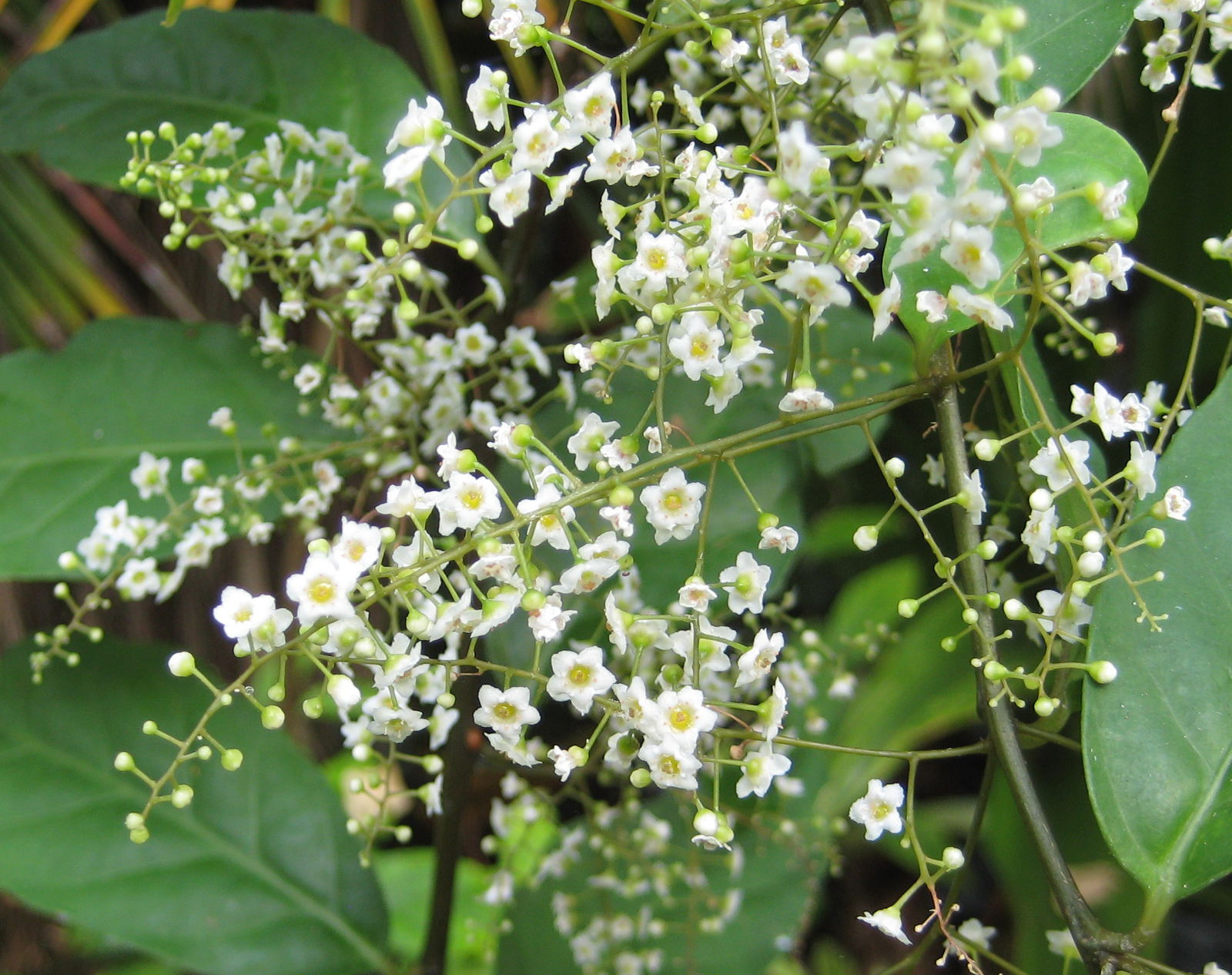